# Kolorowe góry lodowe

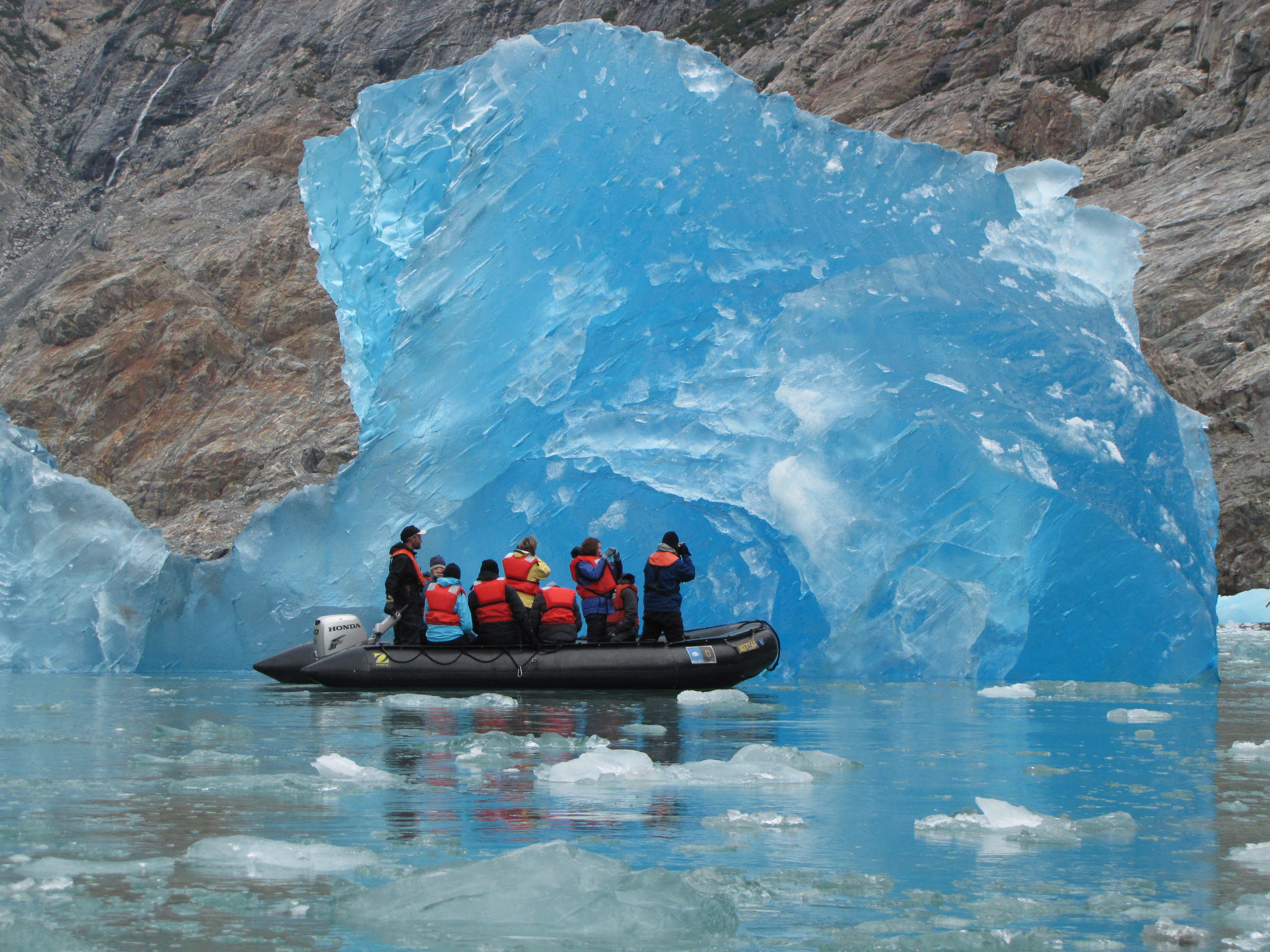
Błękitna góra lodowa na wybrzeżu Alaski.

Kolorowe góry lodowe – rzadko spotykane góry lodowe mające trwałą barwę inną niż biała. Za barwę lodu budującego kolorowe góry lodowe odpowiedzialne są specyficzne warunki, w których lód ten się formował, oraz wmarznięte w lód barwne zanieczyszczenia (fitoplankton, zooplankton, materiał mineralny).
Góry lodowe są zwykle barwy białej lub białoszarej – wynika to z tego, że zbudowane są z lodu niejednorodnego, zawierającego pęcherzyki powietrza i inne zanieczyszczenia, odbijającego i rozpraszającego całą widzialną część widma promieniowania słonecznego padającego na lód.

## Błękitne góry lodowe
Niebieski lód lodowcowy jest jednorodny, pozbawiony pęcherzyków powietrza i może pochłaniać promieniowanie o dłuższych długościach fali (z czerwonego końca spektrum). Włącznie z rozpraszaniem Rayleigha, tym samym mechanizmem, który jest odpowiedzialny za błękitny kolor nieba, może przyczyniać się do powstawania błękitnej barwy góry lodowej. Niebieskie góry lodowe powstają z lodu z dolnych warstw lodowca (lądolodu) lub z lodu krystalizującego w morzu. Lód w dolnych warstwach lądolodu na skutek nacisku wyższych warstw lodu ulega kompresji, a jego struktura staje się bardziej jednorodna. Lód powstający na dryfujących lodowcach wskutek zamarzania wody morskiej jest wolny od pęcherzyków powietrza, dodatkowo na jego powierzchni wytrącają się sole, co nadaje mu barwę szaroniebieskawą. Najlepiej znane są błękitne góry lodowe zalegają w wodach przybrzeżnych Grenlandii, w okolicach fiordu Sermilik – miejscowa ludność nazywa je „błękitnymi diamentami”.

## Zielone góry lodowe

Schemat przedstawiający powstawanie zielonych gór lodowych.

Rzadko spotykanym zjawiskiem są góry lodowe o barwie zielonej. Góry takie powstają czasami w wyniku cielenia się lodowców szelfowych. Jest to wynikiem specyficznych warunków, w jakich lód tworzący takie góry powstaje. Dolna warstwa lodu w lodowcu szelfowym powstaje z wody morskiej, przymarzającej od spodu do lodowca. W wodzie morskiej pod lodowcem powstają płytki lodu, które unoszą się do góry i przyklejają do dna lodowca, a następnie ulegają kompakcji. Lód ten jest wolny od bąbelków powietrza, zawiera natomiast dużo substancji organicznych (w tym barwników fotosyntetycznych, takich jak chlorofil, o zielonej barwie), pochodzących z glonów peryfitonowych, porastających lodowiec od spodu, i fitoplanktonu, który został uwięziony w trakcie zamarzania wody. Okazało się, że inaczej niż w przypadku soli nieorganicznych rozpuszczonych w wodzie, substancje organiczne nie są eliminowane podczas zamarzania wody. Analiza spektroskopowa pokazała, że materia organiczna w lodzie absorbuje wystarczająco dużo światła niebieskiego, by lód przybierał zieloną barwę. Nierównomiernie topniejące góry lodowe regularnie przewracają się, dzięki czemu dolna, zabarwiona na zielono warstwa lodu może pojawić się na powierzchni, dając efekt „zielonej góry lodowej”.
Szczególnie dużo zielonych gór lodowych powstaje w wyniku cielenia się Lodowca Szelfowego Amery’ego na Antarktydzie.

### Pasiaste góry lodowe
W lodzie może być także uwięziony materiał skalny, zerwany w trakcie spływania  lodowca (lądolodu), co objawia się jako ciemne, brunatne pasy widoczne czasami w lodzie.